# 恩焘
恩焘（？—1904年）钮祜禄氏，满洲镶黄旗人，清末外戚。

## 生平
恩焘为廣科之子。光绪六年八月丁酉，袭三等承恩公。